# Regione ecclesiastica Sicilia
La regione ecclesiastica Sicilia è un ente ecclesiastico dotato di personalità giuridica eretto dalla Santa Sede ed è una delle sedici regioni ecclesiastiche in cui è suddiviso il territorio della Chiesa cattolica in Italia.
Il suo territorio corrisponde al territorio della regione amministrativa Sicilia dello Stato italiano.

## Storia
Sicuramente la Sicilia fu tra le prime province romane a sentire il nome di Gesù Cristo per voce dell'apostolo delle genti, san Paolo, che viaggiando verso Roma si fermò a Siracusa per tre giorni. È così che la nuova religione cristiana si diffuse rapidamente e fu accolta da tutti. Tuttavia, la persecuzione anticristiana rese martiri molti santi venerati nel corso dei secoli, tra cui sant'Agata (patrona di Catania e dell'arcidiocesi metropolitana) che subì il martirio a Catania nel 250, santa Lucia (patrona di Siracusa e dell'arcidiocesi metropolitana) e sant'Euplio (co-patrono di Catania), i quali subirono il martirio nel 304. È così che la chiesa cattolica iniziò a far sentire la sua influenza organizzandosi in vescovati, erigendo monasteri, luoghi di culto e centri di studio, fino a quando l'occupazione araba, fra il IX e l'XI secolo, frenò l'intensa opera di apostolato intrapresa e cancellò molti segni della presenza cristiana. Con l'arrivo dei Normanni, la regione fu riportata nell'ambito culturale e spirituale intrapreso precedentemente: fu istituita la Legazia di Sicilia e fu promosso il rifiorire della fede cattolica trasmessa dagli apostoli. La religione cattolica conobbe anni di vero splendore che da allora portò alla costruzione di edifici sacri, erigendo santuari legati ad antichi e nuovi culti tutti all'unico scopo di glorificare il Cristo risorto. Iniziarono dunque a diffondersi feste e cerimonie che esprimessero la fede profonda verso Dio.

## La regione ecclesiastica oggi

### Statistiche
Dati statistici secondo l'Annuario pontificio 2024:
- Superficie in km²: 25.510
- Abitanti: 5.284.373
- Parrocchie: 1.738
- Numero dei sacerdoti secolari: 2.000
- Numero dei sacerdoti regolari: 737
- Numero dei diaconi permanenti: 424

### Suddivisione
Questa regione ecclesiastica è composta da 5 province ecclesiastiche ed una eparchia, secondo la seguente articolazione:
Provincia ecclesiastica di Palermo:
- Arcidiocesi di Palermo
  - Arcidiocesi di Monreale (sede arcivescovile non metropolitana)
  - Diocesi di Cefalù
  - Diocesi di Mazara del Vallo
  - Diocesi di Trapani

Provincia ecclesiastica di Agrigento:
- Arcidiocesi di Agrigento
  - Diocesi di Caltanissetta
  - Diocesi di Piazza Armerina

Provincia ecclesiastica di Catania:
- Arcidiocesi di Catania
  - Diocesi di Acireale
  - Diocesi di Caltagirone

Provincia ecclesiastica di Messina-Lipari-Santa Lucia del Mela:
- Arcidiocesi di Messina-Lipari-Santa Lucia del Mela
  - Diocesi di Nicosia
  - Diocesi di Patti

Provincia ecclesiastica di Siracusa:
- Arcidiocesi di Siracusa
  - Diocesi di Noto
  - Diocesi di Ragusa

Sede eparchiale immediatamente soggetta alla Santa Sede:
- Eparchia di Piana degli Albanesi

## Conferenza episcopale siciliana
La sede della C.E.Si. si trova a Palermo, in corso Calatafimi al n. 1043.
La presidenza della Conferenza episcopale siciliana è composta da:
- Presidente: Antonino Raspanti, vescovo di Acireale
- Vicepresidente: Corrado Lorefice, arcivescovo metropolita di Palermo
- Segretario generale: Guglielmo Giombanco, vescovo di Patti
- Segretario aggiunto: Giacomo Sgroi, presbitero dell'arcidiocesi di Monreale

### Vescovi delegati
La regione ecclesiastica ha preposto a tutti gli ambiti di vita pastorale uno dei vescovi della regione stessa, in modo che la divisione delle competenze si trasformi in una maggiore cura e attenzione pastorale.
I delegati per i vari settori pastorali per il 2023/2027 sono:
- Giovanni Accolla, arcivescovo metropolita di Messina-Lipari-Santa Lucia del Mela (carità e salute)
- Alessandro Damiano, arcivescovo metropolita di Agrigento (sostegno economico alla Chiesa e servizio tutela minori)
- Gualtiero Isacchi, arcivescovo di Monreale (tempo libero, turismo e sport)
- Francesco Lomanto, arcivescovo metropolita di Siracusa (cultura e comunicazioni sociali)
- Corrado Lorefice, arcivescovo metropolita di Palermo (migrazioni)
- Luigi Renna, arcivescovo metropolita di Catania (seminari e vocazioni)
- Cesare Di Pietro, vescovo ausiliare di Messina-Lipari-Santa Lucia del Mela (ecumenismo e dialogo interreligioso)
- Pietro Maria Fragnelli, vescovo di Trapani (famiglia e vita; giovani)
- Guglielmo Giombanco, vescovo di Patti (clero)
- Rosario Gisana, vescovo di Piazza Armerina (dottrina della fede e catechesi)
- Angelo Giurdanella, vescovo di Mazara del Vallo (cooperazione missionaria tra le chiese)
- Giuseppe La Placa, vescovo di Ragusa (liturgia)
- Giuseppe Marciante, vescovo di Cefalù (problemi sociali, lavoro, giustizia, pace, salvaguardia del creato)
- Calogero Peri, vescovo di Caltagirone (beni culturali ecclesiastici, edilizia di culto)
- Salvatore Rumeo, vescovo di Noto (laicato)
- Mario Russotto, vescovo di Caltanissetta (vita consacrata)
- Giuseppe Schillaci, vescovo di Nicosia (educazione cattolica, scuola, università e insegnamento della religione)

### Cronotassi dei presidenti
- Cardinale Michelangelo Celesia (1891-1903)
- Cardinale Giuseppe Francica-Nava de Bondifè (1903-1928)
- Cardinale Salvatore Pappalardo (1970-1996)
- Cardinale Salvatore De Giorgi (1996-2006)
- Cardinale Paolo Romeo (2007-2015)
- Arcivescovo Salvatore Gristina (2016-2022)
- Vescovo Antonino Raspanti, dal 2022

### Vescovi emeriti viventi
- Domenico Mogavero, vescovo emerito di Mazara del Vallo
- Giuseppe Costanzo, arcivescovo metropolita emerito di Siracusa
- Carmelo Cuttitta, vescovo emerito di Ragusa
- Salvatore De Giorgi, cardinale, arcivescovo metropolita emerito di Palermo
- Salvatore Di Cristina, arcivescovo emerito di Monreale
- Carmelo Ferraro, arcivescovo metropolita emerito di Agrigento
- Salvatore Gristina, arcivescovo metropolita emerito di Catania
- Calogero La Piana, arcivescovo metropolita emerito di Messina-Lipari-S. Lucia del Mela
- Vincenzo Manzella, vescovo emerito di Cefalù
- Francesco Miccichè, vescovo emerito di Trapani
- Francesco Montenegro, cardinale, arcivescovo metropolita emerito di Agrigento, amministratore apostolico sede vacante di Piana degli Albanesi
- Salvatore Muratore, vescovo emerito di Nicosia
- Salvatore Pappalardo, arcivescovo metropolita emerito di Siracusa
- Michele Pennisi, arcivescovo emerito di Monreale
- Paolo Romeo, cardinale, arcivescovo metropolita emerito di Palermo
- Antonio Staglianò, vescovo emerito di Noto
- Paolo Urso, vescovo emerito di Ragusa
- Ignazio Zambito, vescovo emerito di Patti

## Diocesi siciliane soppresse
La storia della Chiesa cattolica in Sicilia, a differenza del resto d’Italia, incontra una soluzione di continuità nel IX secolo, allorquando l'invasione araba spazzò via tutta l'amministrazione originale. Alcune sedi episcopali di retaggio romano non furono più ricostruite dopo la liberazione normanna di fine XI secolo, venendo soppiantate da alcune delle attuali.
- Diocesi di Alesa
- Diocesi di Carini
- Diocesi di Lentini
- Diocesi di Lilibeo
- Diocesi di Milazzo
- Diocesi di Taormina
- Diocesi di Termini Imerese
- Diocesi di Tindari
- Diocesi di Triocala
- Diocesi di Troina